# Messier 55
Messier 55 (M55 ili NGC 6809) je veliki kuglasti skup u zviježđu Strijelcu.
Skup je prvi uočio Abbe Lacaille 16. lipnja 1752. godine dok je promatrao nebo iz Južne Afrike. Charles Messier ga je otkrio i uvrstio u katalog 24. lipnja 1778. nakon mukotrpne potrage i loše vidljivosti zbog velike južne deklinacije.

## Svojstva
M55 je relativno velik skup. Njegov prividan promjer od 19' na udaljenosti od 17.300 gs odgovara stvarnom promjeru od 100 gs. Broj promjenjivih zvijezda u skupu je malen, tek 5 ili 6. Skup je oko 100.000 svjetliji od Sunca.

## Amaterska promatranja
Teško je kvalitetno promatrati M55 iz hrvatskih krajeva. Skup ima južnu deklinaciju od skoro – 31° što znači da se kod nas diže tek 14° nad horizontom. Manji teleskop, od 114 mm pokazat će oko 5 ili 10 pojedinih zvjezdica pod tamnim nebom. Pogled iz naselja je siromašniji pa 200 mm teleskop pokazuje tek veliku, okruglu mrlju, a tek periferni vid pokazuje pojedine zvijezde.

## Vanjske poveznice
- (engl.) SEDS: NGC 6809
- (engl.) Hartmut Frommert: Revidirani Novi opći katalog
- (engl.) Izvangalaktička baza podataka NASA-e i IPAC-a
- (engl.) Astronomska baza podataka SIMBAD
- (engl.) VizieR
- (engl.) Auke Slotegraaf: NGC 6809 Deep Sky Observer's Companion
- (engl.) Courtney Seligman: Objekti Novog općeg kataloga: NGC 6800 - 6849